# واقع‌گرایی اخلاقی

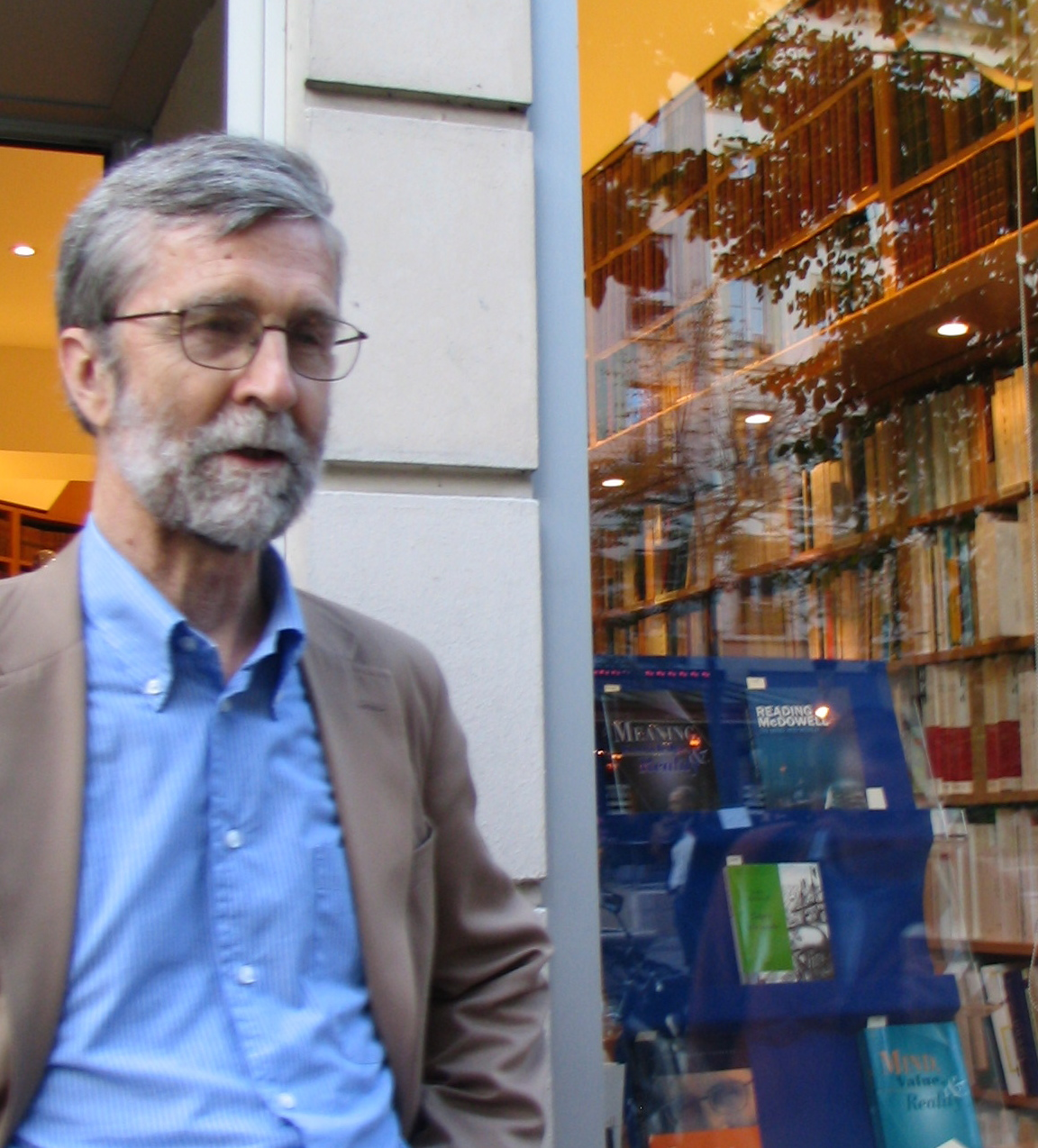
جان هنری مکداول

واقع‌گرایی اخلاقی دیدگاهی فرااخلاقی است که ادعا می‌کند:
1. جملات اخلاقی گزاره‌هایی را بیان می‌کنند.
2. برخی از این گزاره‌ها درست هستند.
3. آن گزاره‌ها صرف نظر از عقیده شخصی به واسطه ویژگی‌هایی عینی جهان درست هستند.

واقع‌گرایی اخلاقی یا رئالیسم اخلاقی به عنوان یکی از موضوع‌های اصلی فلسفه اخلاق به این نکته می‌پردازد که حقایق اخلاقی در وهله اول، هستی مستقل از آدمی دارند و در وهله دوم توسط ابزارهای ادراک انسان قابل شناختند و قابل صدق و کذب هستند.